# Die Angst vor Beethoven
Die Angst vor Beethoven ist eine Erzählung von Wolfgang Hilbig, die 1981 entstand und 1985 im zweiten Prosaband des Autors in Frankfurt am Main erschien.
Der Ich-Erzähler, Anfang der 1940er Jahre geboren, nimmt deutsche Schuld am Holocaust auf sich. Das Erzählte ist einerseits unglaublich, andererseits aber wahr in dem Sinne: Eckart nennt die drei in der 1985er Erstausgabe (siehe unten) versammelten Texte „Gespenstergeschichten“ in der Nachfolge E. T. A. Hoffmanns.

## Inhalt
Auf der Suche nach dem Grab einer jungen Frau, die in ihrer Wohngegend „vor nicht allzu langer Zeit... erschlagen worden war“, stößt der  deutsche Ich-Erzähler, der sich den fremden Namen Gerardo Cebolla gibt, nahe beim Friedhof A..hofer Straße im Südosten Berlins im Jahr 1981 auf einen schätzungsweise 70-jährigen Blumenverkäufer. Letzterer verkauft jenem Ich-Erzähler, einem Schriftsteller, der als Kesselheizer in einer Ostberliner Wäscherei arbeitet, eine westindische Subterrania – die Unterirdische. Die Orchidee ist, mahnt der Verkäufer, nach Vorschrift zu gießen: In dem warmen Wasser müssen rohe Fleischstücken schwimmen. 
Aus dem übrigen Gerede schließt der Schriftsteller, der Alte muss mehr über die junge Frau und ihr Grab wissen. Er sucht den Blumenverkäufer in seiner Wohnung auf. Volltreffer: Bei der Toten handelt es sich um die Tochter des Alten. Sie war zu Lebzeiten auf dem Postamt ganz in der Nähe beschäftigt.
Der Blumenverkäufer gibt vor, seinen Besucher aus dem Hochsommer des Jahres 1942 zu kennen. Der damals etwa 19-jährige SS-Mann hatte Juden per Lastwagen zur Deportation abgeholt. Der Schriftsteller muss das als Unfug abtun; nennt sein Geburtsjahr 1941. Unbeirrt gibt der Alte weitere Einzelheiten aus seiner Vita preis. Seine adeligen Vorfahren, ein Zweig des Seckendorffschen Geschlechts, seien mit dem Deutschen Orden vor Jahrhunderten an das Kurische Haff vorgedrungen. Und Berlin sei nach dem Überfall auf Polen – er habe die braune Uniform getragen – sein Verhängnis geworden. Die inzwischen verstorbene Tochter verdanke ihr Leben einer Liaison des Alten mit einer Jüdin. Letztere habe dem oben erwähnten Transport an jenem Hochsommertag des Jahres 1942 angehört. Als der Alte gegen Ende des Gesprächs seinen Besucher zum Sturmbannführer befördert, hält der Ausgezeichnete den Blumenverkäufer nicht mehr so sehr für verrückt, sondern redet – beschworen durch eine Flasche Spiritus – Unverständliches von seinen Verbrennungskommandos daher.

## Form
Die Persönlichkeitsspaltung in einen Schriftsteller und seinen Doppelgänger, einen zwanzig Jahre vor ihm geborenen SS-Mann, verunsichert den Leser. Zudem wartet der Leser vergeblich auf die Lösung des Kriminalfalles, die Postangestellte betreffend.
Wolfgang Hilbig kommt nur zögerlich auf sein großes Thema: Auf oben genannten Friedhof liest er die Inschrift „Der Tod ist verschlungen in den Sieg.“ Dann zitiert er ein Wort von Goebbels, geht auf die „Bewegung“ ein, spricht von  der Organisation VVN und den Nürnberger Gesetzen.
Die anspielungsreiche Fabel ist wesentlich komplexer und spukhaft-gespenstischer als oben skizziert. Zum Beispiel spielt ein Manuskript des Protagonisten und sein Verbleib auf dem Postwege eine gewisse Rolle. Was hat die erschlagene Postangestellte mit der Sache zu tun? Der Autor schweigt sich aus. Und Wolfgang Hilbig setzt die Logik mehr als einmal außer Kraft. Der alte Blumen-, Musik- und Synästhesie-Liebhaber  will Beethoven in einem seiner Konzerte dort am Kurischen Haff erlebt haben. Mehr noch: Beide hätten am Ostseestrand gemeinsam komponiert. Einmal von der Vertauschung der Jahrhunderte abgesehen – Beethoven an der Memel? Davon ist dem belesenen Schriftsteller nichts bekannt.

## Rezeption
- Genia Schulz bemerkt einen „Textfluß mit eigensinnigem Verlauf“[13] und trifft den Kern der verworrenen Geschichte: „Historische Schuld, die auf den nachfolgenden Generationen lastet, liegt in sprachlichen Bildern archiviert vor.“[14] Einen zweiten Treffer landet Schulz bei der Charakterisierung des dominierenden Doppelgänger-Motivs: Verdopplung spiele die gestalterische Hauptrolle „im Moment des Sich-Selbst-Sehens“[15] des Ich-Erzählers.
- Im Text sei der Holocaust mit der Phantastik nach dem Todorovschen Unschlüssigkeitspostulat[A 2] verknüpft.[16] Nach der Lektüre entsteht mit Blick auf den Titel der Erzählung die Frage: Wer hat Angst vor Beethoven? Der litauische Nazi[17], wie Loescher den alten Blumenhändler nennt, hat vor Beethoven keine Angst. Ganz im Gegenteil – er bekennt sich im langatmigen Dialog mit dem Schriftsteller als Beethoven-Verehrer.[18] Allerdings macht Wolfgang Hilbig jede direkte Aussage durch anschließende Behauptung des Gegenteils zweideutig oder stellt sie zumindest durch schier endloses, die Sinne verwirrendes Drumherumgerede in Frage. Im Fall Beethoven meint der Alte, heutige (um anno 1981) Beethoven-Interpreten brächten lediglich Fälschungen zu Gehör.[19] Der Schriftsteller möchte auch Beethoven hören.[20] Da bleibt nach Loescher nur noch der junge SS-Mann – das Double des Schriftstellers – als Person übrig, auf die der Titel zielen könnte. Loescher zitiert[21] dazu noch eine passende Textstelle.[22] Dort behauptet der Alte, er habe sich von der „Bewegung“ gerade ihrer Geistfeindlichkeit wegen abgewandt.
- Der Autor erzeuge eine unheimliche Atmosphäre. E. T. A. Hoffmann lasse mit seiner diesbezüglichen Äußerung über die Wirkung manches Beethovenschen Musikstücks grüßen.[A 3]  Bärbel Heising[23] übersetzt das Oscar-Wilde-Zitat am Textanfang: „Denn jeder tötet, was er liebt. Doch nicht jeder stirbt nachher.“ Die Erzählung sei nach dem Strickmuster Ritter Gluck gebaut: „Die Idee, daß das Unmögliche Teil der Wirklichkeit ist, steht im Zentrum der Erzählung...“[24]
- Der mitunter diffus erscheinende Textkorpus lässt Interpretation zu: Der Autor deute die Subterrania als Mythos der deutschen Geschichte.[25] Nüchterner bezeichnet da Loescher diese wundersame Pflanze als „textkonstituierende, kreative Instanz“[26]. Der Ich-Erzähler beherberge seinen Gegenspieler gleichsam in sich – egal ob Doppelgänger, zweitgeborenes Ich oder Gespenst der Vergangenheit.[27] Bordaux bemerkt einen Vormarsch des Schauerlichen und Vampirischen im Erzählablauf[28] – zum Beispiel, als es um die Zuschauerrolle des Alten während „der Deportation der Juden, unter denen sich seine Frau befand“[29], geht. Es morde ein „politisches Kollektiv“[30].
- Steiner[31] interpretiert den Text im Kontext mit zeitlich benachbart entstandenen Erzählungen Wolfgang Hilbigs.

### Textausgaben
- Wolfgang Hilbig: Der Brief. Drei Erzählungen (Beschreibung II. Der Brief. Die Angst vor Beethoven). S. Fischer Taschenbuch (Collection S. Fischer Bd. 42), Frankfurt am Main 1985, ISBN 3-596-22342-3. 233 Seiten (Erstausgabe).
- Wolfgang Hilbig: Die Angst vor Beethoven. S. 261–311, in: Jörg Bong (Hrsg.), Jürgen Hosemann (Hrsg.), Oliver Vogel (Hrsg.): Wolfgang Hilbig. Werke. Band Erzählungen und Kurzprosa. Mit einem Nachwort von Katja Lange-Müller. S. Fischer, Frankfurt am Main 2009, ISBN 978-3-10-033642-2.[A 4]

### Sekundärliteratur
- Karol Sauerland: Schreiben gegen Zumutungen. S. 44–51, in: Heinz Ludwig Arnold (Hrsg.): Text+Kritik. Heft 123. Wolfgang Hilbig. München 1994, ISBN 3-88377-470-7
- Jan Strümpel: Bibliographie zu Wolfgang Hilbig. S. 93–97, in: Heinz Ludwig Arnold (Hrsg.): Text+Kritik. Heft 123. Wolfgang Hilbig. München 1994, ISBN 3-88377-470-7
- Genia Schulz: Postscriptum. Zum Erzählband „Der Brief“. S. 137–152, in: Uwe Wittstock (Hrsg.): Wolfgang Hilbig. Materialien zu Leben und Werk. Fischer Taschenbuch Verlag, Frankfurt am Main 1994, ISBN 3-596-12253-8
- Uwe Wittstock: Das Prinzip Exkommunikation. Wanderungen in Wolfgang Hilbigs ungeheurer Prosalandschaft. S. 229–245, in: Uwe Wittstock (Hrsg.): Wolfgang Hilbig. Materialien zu Leben und Werk. Fischer Taschenbuch Verlag, Frankfurt am Main 1994, ISBN 3-596-12253-8
- Gabriele Eckart: Sprachtraumata in den Texten Wolfgang Hilbigs. In: Richard Zipser (Hrsg.): DDR-Studien, Bd. 10. Peter Lang, Frankfurt am Main 1996, ISBN 0-8204-2645-8
- Bärbel Heising: „Briefe voller Zitate aus dem Vergessen“. Intertextualität im Werk Wolfgang Hilbigs. Bochumer Schriften zur deutschen Literatur (Martin Bollacher (Hrsg.), Hans-Georg Kemper (Hrsg.), Uwe-K. Ketelsen (Hrsg.), Paul Gerhard Klussmann (Hrsg.)). Peter Lang, Frankfurt am Main 1996 (Diss. Bochum 1995), ISBN 3-631-49677-X
- Sylvie Marie Bordaux: Literatur als Subversion. Eine Untersuchung des Prosawerkes von Wolfgang Hilbig. Cuvillier, Göttingen 2000 (Diss. Berlin 2000), ISBN 3-89712-859-4
- Jens Loescher: Mythos, Macht und Kellersprache. Wolfgang Hilbigs Prosa im Spiegel der Nachwende. Editions Rodopi B.V., Amsterdam 2003 (Diss. Berlin 2002), ISBN 90-420-0864-4
- André Steiner: Das narrative Selbst – Studien zum Erzählwerk Wolfgang Hilbigs. Erzählungen 1979–1991. Romane 1989–2000. Peter Lang, Frankfurt am Main 2008 (Diss. Bremen 2007), ISBN 978-3-631-57960-2
- Birgit Dahlke: Wolfgang Hilbig. Meteore Bd. 8. Wehrhahn Verlag, Hannover 2011, ISBN 978-3-86525-238-8